# Kemi 2
Kemi 2 är en kurs på 100 poäng för gymnasieskolan och vuxenutbildningen i Sverige. Den ersatte kursen kemi B i och med införandet av Gy 2011. Kursen är obligatorisk för naturvetenskapsprogrammets inriktning naturvetenskap. Kemi 2 bygger på kursen kemi 1. Bland annat organisk kemi, biokemi, kemiska jämvikter och en fördjupning i analytisk kemi ingår i kemi 2.

## Centralt innehåll
Enligt Skolverket ska kursen behandla dessa centrala innehåll:

### Reaktionshastighet och kemisk jämvikt
- Reaktionshastighet, till exempel katalysatorers och koncentrationers inverkan på hur fort kemiska reaktioner sker.
- Faktorer som påverkar jämviktslägen och jämviktskonstanter.
- Beräkningar på och resonemang om jämviktssystem i olika miljöer, till exempel jämviktssystem i världshaven, i människokroppen och inom industriella processer.

### Organisk kemi
- Olika organiska ämnesklasser, deras egenskaper, struktur och reaktivitet.
- Reaktionsmekanismer, inklusive kvalitativa resonemang om, hur och varför reaktioner sker och om energiomsättningar vid olika slags organiska reaktioner.

### Biokemi
- Det genetiska informationsflödet, inklusive huvuddragen i de biokemiska processerna replikation, transkription och translation.
- Huvuddragen i människans ämnesomsättning på molekylär nivå.
- Proteiners struktur och funktion, med speciellt fokus på enzymer.

### Analytisk kemi
- Kvalitativa och kvantitativa metoder för kemisk analys, till exempel masspektrometri och spektrofotometri.
- Resonemang om provtagning, detektionsnivå, riktighet och precision samt systematiska och slumpmässiga felkällor.

### Kemins karaktär och arbetssätt
- Modeller och teorier som förenklingar av verkligheten. Modellers och teoriers giltighetsområden och hur de kan utvecklas, generaliseras eller ersättas av andra modeller och teorier över tid.
- Avgränsning och studier av problem och frågor med hjälp av kemiska resonemang.
- Det experimentella arbetets betydelse för att testa, omvärdera och revidera hypoteser, teorier och modeller.
- Planering och genomförande av experimentella undersökningar och observationer samt formulering och prövning av hypoteser i samband med dessa.
- Utvärdering av resultat och slutsatser genom analys av metodval, arbetsprocess och felkällor.
- Frågor om etik och hållbar utveckling kopplade till kemins olika arbetssätt och verksamhetsområden.

## Syfte
Kemi 2 omfattar samtliga syften Skolverket angett i ämnet kemi. Det innebär att kursen ska ge eleverna förutsättningar att utveckla:
- Kunskaper om kemins begrepp, modeller, teorier och arbetsmetoder samt förståelse av hur dessa utvecklas.
- Förmåga att analysera och söka svar på ämnesrelaterade frågor samt att identifiera, formulera och lösa problem. Förmåga att reflektera över och värdera valda strategier, metoder och resultat.
- Förmåga att planera, genomföra, tolka och redovisa experiment och observationer samt förmåga att hantera kemikalier och utrustning.
- Kunskaper om kemins betydelse för individ och samhälle.
- Förmåga att använda kunskaper i kemi för att kommunicera samt för att granska och använda information.